# Justicia nemorosa
Justicia nemorosa är en akantusväxtart som beskrevs av Olof Swartz. Justicia nemorosa ingår i släktet Justicia och familjen akantusväxter. Inga underarter finns listade i Catalogue of Life.